# Kambič
Kambič je priimek v Sloveniji, ki ga je po podatkih Statističnega urada Republike Slovenije na dan 1. januarja 2010 uporabljalo 260 oseb.

## Znani nosilci priimka
- Anton Kambič, podjetnik, inovator: proizvajalec laboratorijske opreme
- Bojan Kambič (*1959), fizik, astronom, popularizator znanosti, urednik
- Boris Kambič (*1939), alpinist v Argentini
- France Kambič (1910?—1979), slikar in kipar v Argentini
- Kim Kambič (*1982), teniška igralka
- Marija Režek Kambič, umetnostna zgodovinarka, konservatorka
- Marko Kambič (*1963), pravni zgodovinar, prof. PF
- Mateja Kambič, bibliotekarka, domoznanka (NM)
- Miha Kambič (1888—1981), pravnik, politik, bančnik
- Mihael Kambič (1887—1981), slikar
- Miran Kambič (*1965), fotograf (arhitektura, kiparstvo)
- Mirko Kambič (1919—2017), umetnostni zgodovinar in fotograf
- Monika Kambič Mali (*1969), alpinistka, arhitektka (Argentina)
- Polona Kambič (*1967), županja Semiča
- Tim Kambič, kineziolog, raziskovalec
- Vinko Kambič (1920—2001), zdravnik otorinolaringolog, prof. MF, umetnostni zbiralec, akademik